# Concón
Concón – miasto w Chile, położone w zachodniej części regionu Valparaíso.

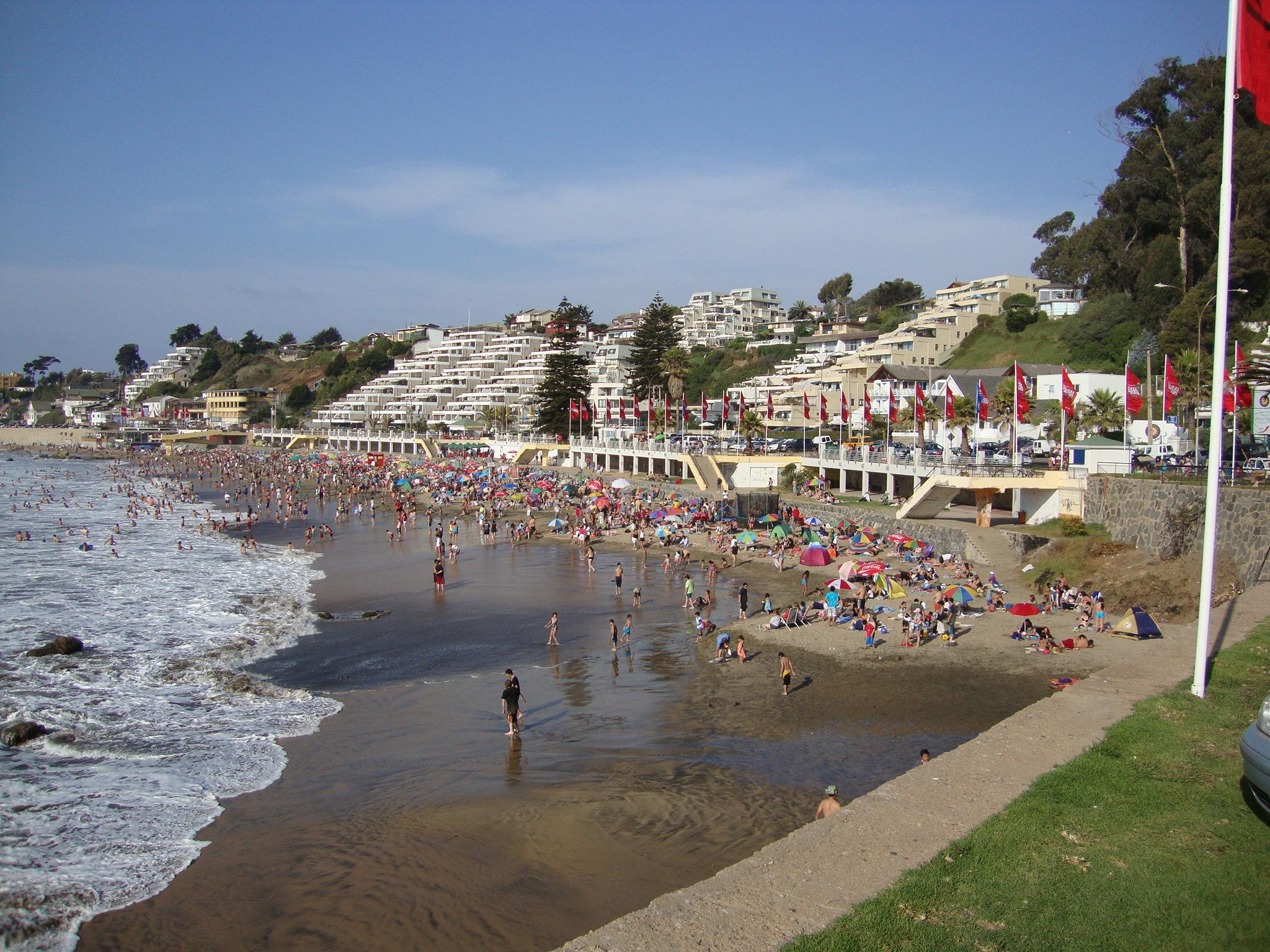
Plaża Amarilla w Concón

## Opis
Miejscowość została założona w 1541 roku, prawa miejskie uzyskała 28 grudnia 1995 roku. W mieście znajduje się węzeł drogowy F-30-E i F-32. Obecnie Concón jest znaną miejscowością turystyczną położoną nad Pacyfikiem.

## Atrakcje turystyczne
- Roca Oceanica[2] - Park narodowy,
- Playa Amarilla - Plaża Amarilla.

## Demografia
Źródło.